# 這個男人有點色
《這個男人有點色》（英語：Don Juan DeMarco）是一部1995年的美國喜劇電影，影星強尼·戴普飾演一位認為自己是情聖唐璜的年輕人，為愛而生。
此電影的故事有兩個來源，一是劇作家兼導演傑瑞米·雷文所撰寫的短篇故事《Don Juan DeMarco and the Centerfold》（電影的原始名稱），一是英國詩人拜倫所著的《唐璜》中的故事。

## 劇情概要
約翰·R·迪馬哥深信自己是世界最偉大的情聖唐璜，外出時總穿著斗篷並戴著面罩，由於找不到真愛而決定跳樓結束生命，精神科醫師傑克·米可勒勸阻成功，將他送到精神療養院去，決心治好他幻想的病症。在治療過程中，迪馬哥敘說了他追求真愛的冒險，故事相當的浪漫迷人，讓米可勒醫師對愛情有了新的觀點，他與妻子間的感情也再度加溫。

## 主要演員
| 演員                               | 角色                         |
| ---------------------------------- | ---------------------------- |
| 馬龍·白蘭度                        | 傑克·米可勒醫師              |
| 強尼·戴普                          | 約翰·R·迪馬哥（唐璜·迪馬哥） |
| 費·唐娜薇                          | 瑪莉琳·米可勒（傑克的妻子）  |
| 潔蘿蒂·貝哈絲（Géraldine Pailhas） | Doña Ana                     |
| 瑞秋·蒂寇汀（Rachel Ticotin）      | Doña Inez                    |
| 泰莉莎·索托（Talisa Soto）         | Doña Julia                   |

## 外部連結
- 互联网电影数据库（IMDb）上《這個男人有點色》的资料（英文）